# Spider Murphy Gang

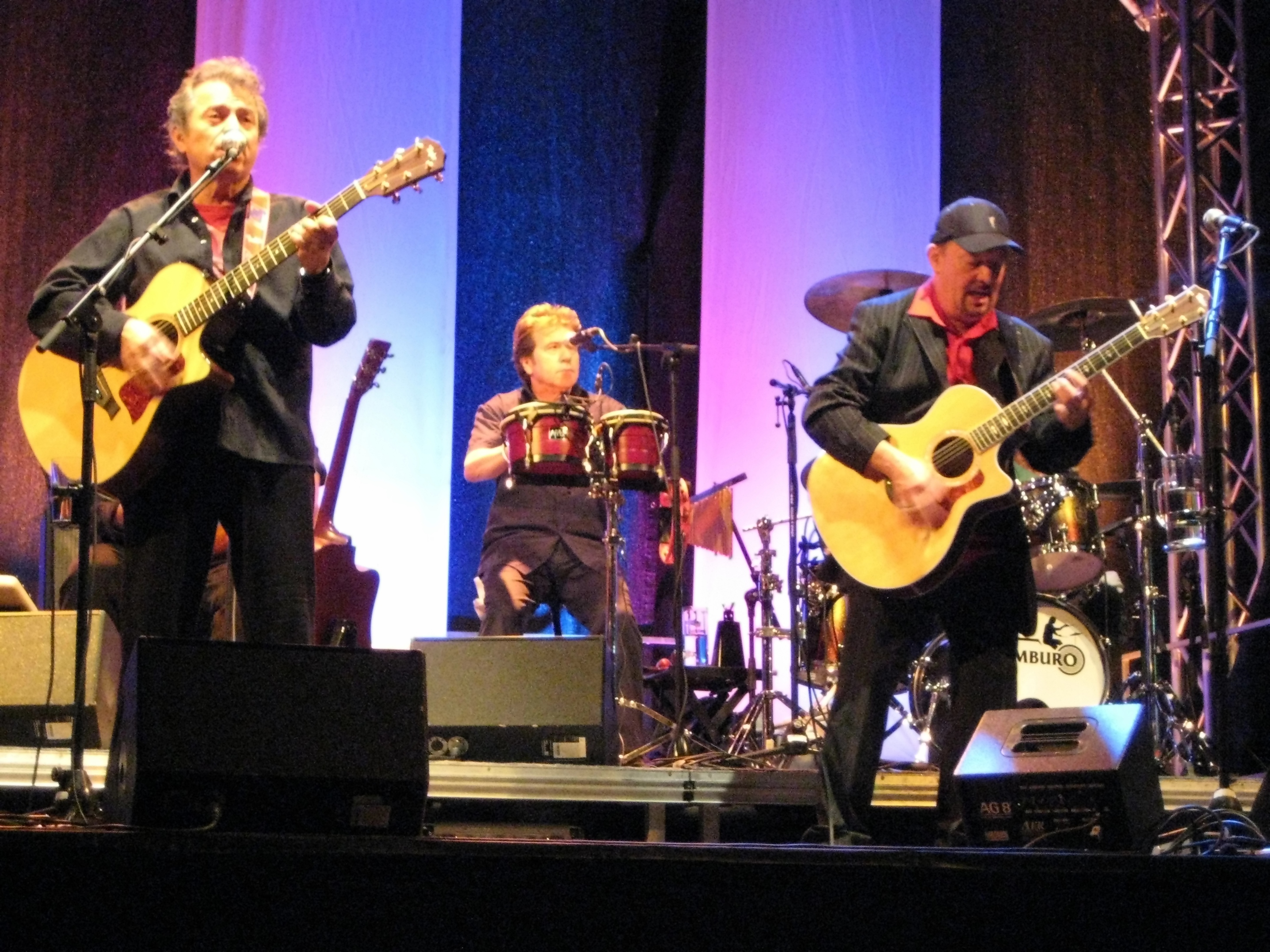
Spider Murphy Gang 2008.

Spider Murphy Gang är ett tyskt band från München som bildades 1977 av Günther Sigl, Gerhard Gmell, Michael Busse och Franz Trojan. Låten "Skandal im Sperrbezirk" från 1981 var en listetta i Tyskland.

## Bandmedlemmar
Nuvarande medlemmar
- Günther Sigl – sång, basgitarr (1977–)
- Barny Murphy – gitarr (1977–)
- Ludwig Seuss – piano, keyboard, orgel, dragspel (1986–)
- Willie Duncan – gitarr, slidegitarr, basgitarr, mandolin (1988–)
- Andreas Keller – slagverk (2016–)
- Otto Staniloi – saxofon, tuba, flöjt (1995–)

Tidigare medlemmar
- Michael Busse – keyboard (1977–1986)
- Franz Trojan – slagverk (1977–1992; † 2021)
- Willy Ray Ingram – slagverk (1992–2016)
- Paul Dax – saxofon (1984–1989)

Turnerande medlemmar
- Dieter Radig – percussion, sång (vid akustiska konserter, 2002–)

## Diskografi
Studioalbum
- Rock’n’Roll (1978)
- Rock'n'Roll Schuah (1980)
- Dolce Vita (1981)
- Tutti Frutti (1982)
- Scharf wia Peperoni (1984)
- Wahre Liebe (1985)
- Überdosis Rock'n'Roll (1987)
- In Flagranti (1989)
- Hokuspokus (1990)
- Keine Lust auf schlechte Zeiten (1997)
- Radio Hitz (2002)

Livealbum
- Spider Murphy Gang Live! (1983)
- Das komplette Konzert (1999)
- Skandal im Lustspielhaus (2004)

Singlar (topp 20 på Deutsche Singlecharts)
- "Skandal im Sperrbezirk" (1981) (#1)
- "Schickeria" (1982) (#12)
- "Wo bist du?" (1982) (#4)
- "Ich schau’ dich an" (1982) (#5)

Samlingsalbum (urval)
- Rock'n'Roll Story (1997)